# Samantha Arévalo
Samantha Michelle Arévalo Salinas (Cuenca, 30 de setembro de 1994) é uma maratonista aquática equatoriana.

## Carreira

### Rio 2016
Arévalo competiu nos 10 km feminino nos Jogos Olímpicos de Verão de 2016, ficando na nona colocação.